# U.S. Men's Clay Court Championships 1991
L'U.S. Men's Clay Court Championships 1991 è stato un torneo di tennis giocato sulla terra. È stata la 81ª edizione del U.S. Men's Clay Court Championships, che fa parte della categoria ATP World Series nell'ambito dell'ATP Tour 1991. Si è giocato a Charlotte in Carolina del Nord negli Stati Uniti dal 6 maggio al 13 maggio 1991.

## Campioni

### Singolare
Jaime Yzaga ha battuto in finale  Jimmy Arias con il punteggio di 6–3, 7–5.

### Doppio
Rick Leach /  Jim Pugh hanno battuto in finale  Bret Garnett /  Greg Van Emburgh con il punteggio di 6–3, 2–6, 6–3.